# Марш Радецкого (роман)
«Марш Радецкого» (нем. Radetzkymarsch) — роман австрийского писателя Йозефа Рота, ставший его самым известным произведением. Книга рассказывает о судьбе трёх поколений семьи Тротта, которые всю свою жизнь верно служили австрийской короне.
Через их историю Рот изображает постепенный распад Австро-Венгерской империи и её упадок, отражая в этом процесс разрушения прежнего мира и его ценностей.

## О книге
«Марш Радецкого» начинается с описания битвы при Сольферино 24 июня 1859 года, где австрийские войска потерпели поражение от франко-сардинских сил. В этом сражении лейтенант Тротта спасает жизнь императору Францу Иосифу, за что получает повышение и дворянский титул. Он уходит в отставку и живёт в Богемии, настаивая на гражданской карьере для своего сына Франца. Затем уже его внук Карл, вопреки желаниям отца, выбирает военную службу и оказывается на фронте Первой мировой войны, где в итоге и находит свою смерть.
Название
«Марш Радецкого» (op. 228) — марш, написанный в 1848 году Иоганном Штраусом-старшим в честь фельдмаршала графа Радецкого. Одно из самых знаменитых произведений Штрауса.
Эксперты о книге
Исследовательница Кати Тонкин интерпретирует «Марш Радецкого» как литературную попытку Йозефа Рота осмыслить причины кризиса и распада Австро-Венгерской империи, который писатель наблюдал в своей жизни. Тонкие подчеркивает, что роман Рота во многом следует концепции исторического романа, разработанной Георгом Лукачем:
«Он изображает совпадение, взаимное переплетение большого общественного кризиса с кризисом в судьбах целого ряда отдельных людей», — эти слова Лукача, адресованные произведениям Вальтера Скотта, вполне применимы и к «Маршу Радецкого».

## Контекст
Роман был написан в начале 1930-х годов и опубликован в 1932 году. К тому моменту Йозеф Рот уже завоевал известность как журналист и писатель, выпустив такие произведения, как «Отель Савой» (1924), «Восстание» (1924) и «Бегство без конца» (1927). Однако после публикации «Марша Радецкого» писателю пришлось навсегда покинуть Германию. С конца 1920-х годов Рот не испытывал иллюзий по поводу намерений национал-социалистов. 25 января 1933 года, за несколько дней до прихода Гитлера к власти, он уехал в Париж. В феврале того же года Рот писал письмо Стефану Цвейгу, предостерегая его: «Война приближается. Не обманывайтесь. Ад пришел к власти».